# Fabryczna (Legnica)
Fabryczna – dzielnica Legnicy, położona w północno-zachodniej części Śródmieścia. Jej granice wyznaczają ulice: Piastowska, Chojnowska oraz linia kolejowa do Złotoryi.
Do głównych ulic można zaliczyć: Piastowską, Chojnowską (droga krajowa nr 94), Działkową, Senatorską, Jagiellońską oraz Żwirki i Wigury. Poza ta ostatnia,są to jedyne ulice w dzielnicy, po których porusza się komunikacja miejska – znajduje się tu 7 przystanków.
W Fabrycznej znajdują się: Centrum Handlowe Ferio, Lidl oraz Biedronka. Północną część dzielnicy zajmują hurtownie oraz siedziby firm. Przy ulicy Batorego znajduje się Politechnika Wrocławska, ZOD w Legnicy.